# ولاية توزر
ولاية توزر هي إحدى ولايات الجمهورية التونسية الـ24. تقع الولاية جنوبي البلاد التونسية تحدها الجزائر غربا، ولاية قفصة شمالا وولاية قبلي من الناحيتين الشرقية والجنوبية.

## التاريخ
استطاع عدد من علماء الآثار والمؤرّخين والجيولوجيين بداية من سنة 1930 اكتشاف آثار (أواني وأدوات وأسلحة حجريّة وآلات صنعت من العظام) تدل على وجود الإنسان بمنطقة الجنوب الغربي إلى ما يزيد عن مائة وخمسين ألف سنة مضت في المثلّث الذي يربط بين قابس وقفصة وتوزر.
منذ أربعة آلاف سنة قبل الميلاد (عصر المنتجين المربّين بالمغرب العربي) : اكتشفت آثار تعود إلى هذا العصر كالخزفيات والرّسوم المنقوشة على الصّخور خصوصا بكهوف جبل المليحي قرب مدينة تمغزة حاليّا.
منذ ألفي سنة قبل الميلاد تسرّبت إلى الجهة خصائص العصر البرنزي منها التي لها مساس بالثقافة الميغالية التي تميّزت باستعمال الحجارة الضّخمة والغيران الصّخرية والحوانيت وهي القبور المحفورة في الصّخر.

## جغرافيا
تقع ولاية توزر في الجنوب الغربي للجمهورية التونسية على الحدود الجزائرية. ويحدها كل من ولايتي قبلي وقفصة. تكونت الولاية حول مدينة توزر وتضم 6 معتمديات و 36 عمادة.

## التوزع السكاني

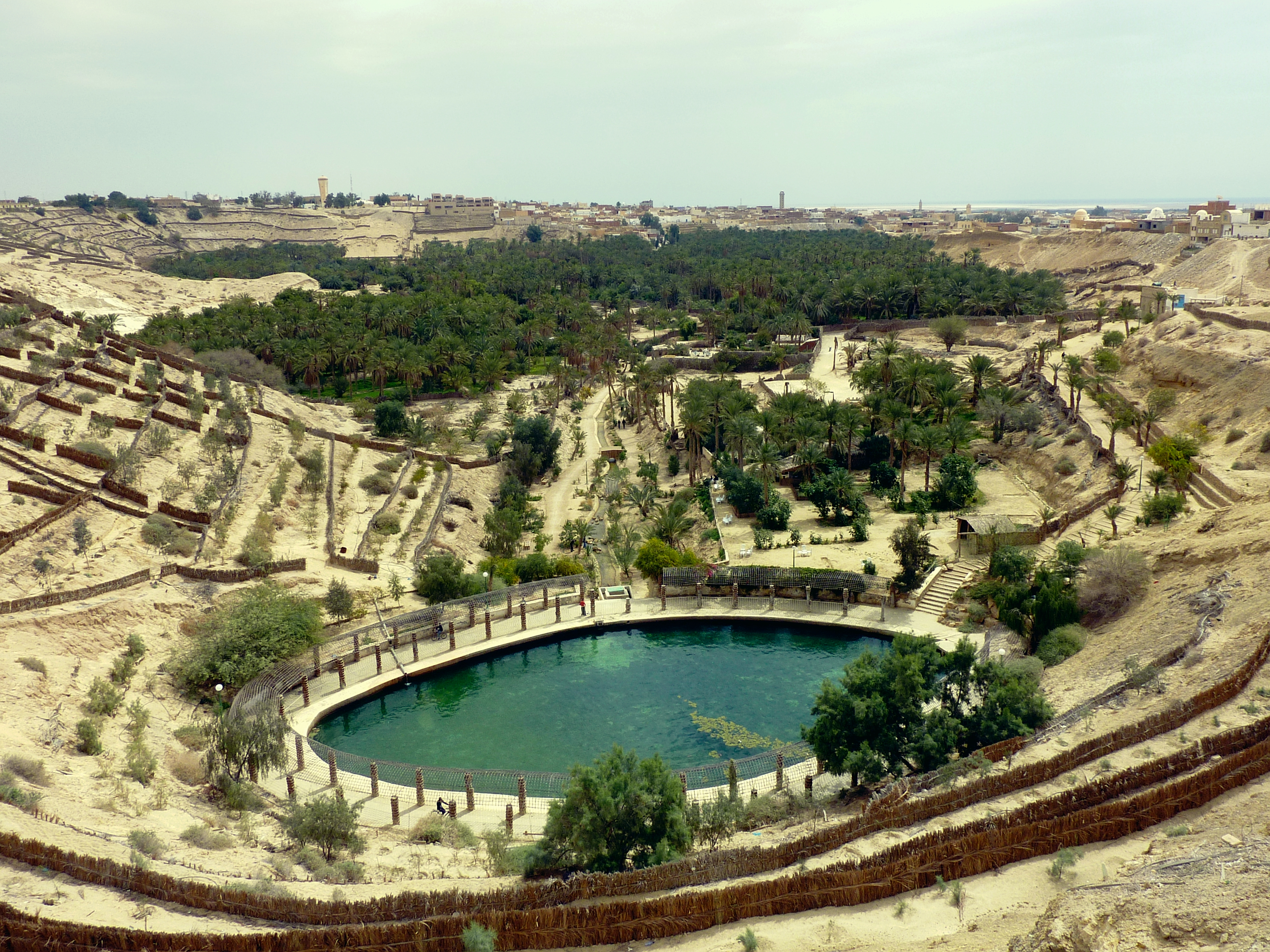
واحة نفطة

| حامة الجريد                    | 6٬946  | دقاش | 17٬596 |
| حزوة                           | 4٬162  |      |        |
| نفطة                           | 20٬544 |      |        |
| تمغزة                          | 6٬362  |      |        |
| توزر                           | 39٬862 |      |        |
| المصدر : المعهد الوطني للإحصاء |        |      |        |

## النقل

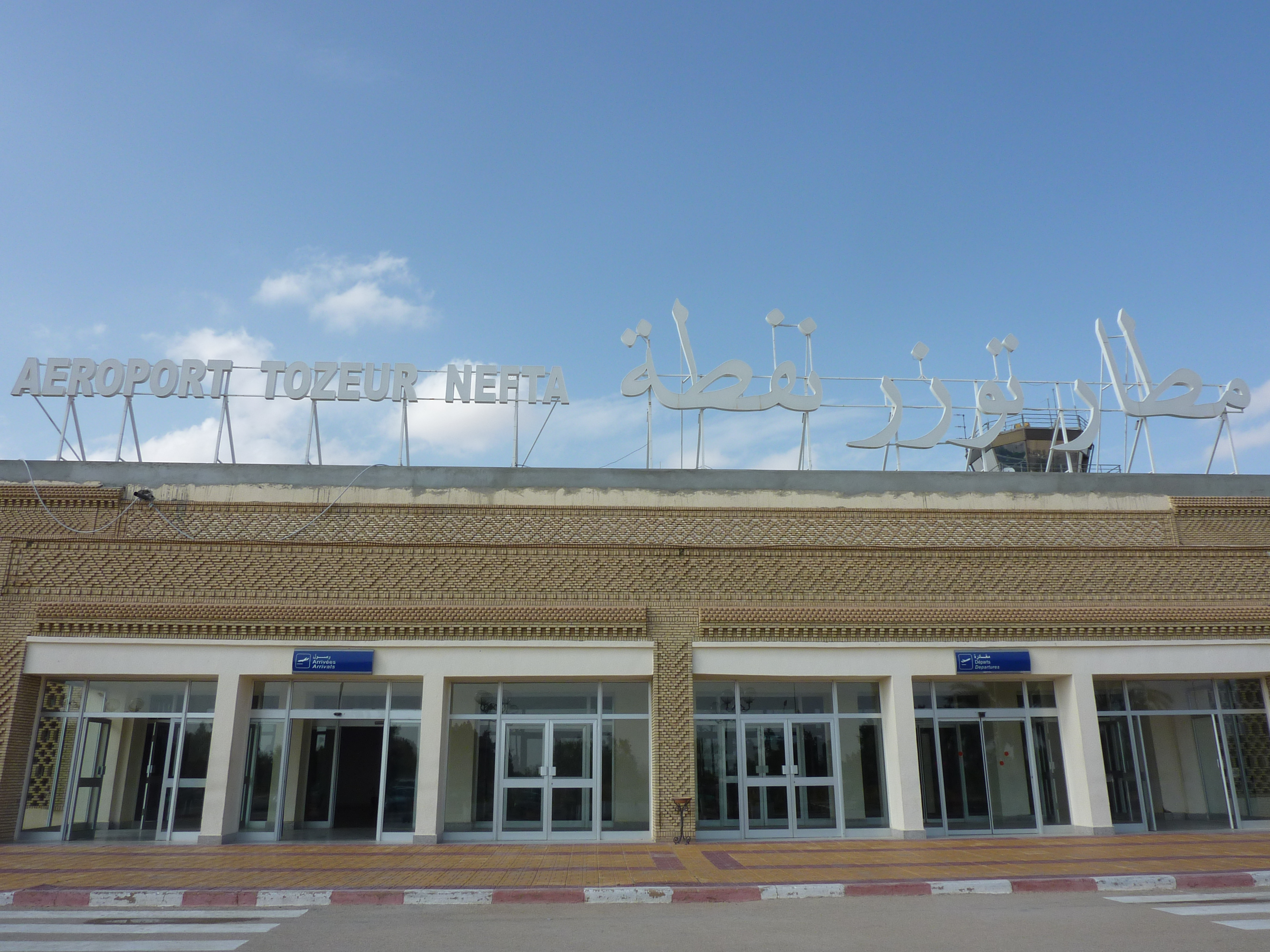
مطار توزر نفطة الدولي

تحتوي ولاية توزر على مطار توزر نفطة الدولي. ويمتد المطار على مساحة 690 هكتار، ويهدف لتنشيط السياحة الصحراوية وبلغ عدد المسارفين عبر المطار 667 80 مسافر في سنة 2006.

## الرياضة
ينشط في ولاية توزر عدة أندية رياضية أبرزها جريدة توزر المستقبل, وينشط في الرابطة التونسية المحترفة الثانية لكرة القدم.

## من أعلام الولاية
| - أبو القاسم الشابي - فضيلة الشابي - محمد الصالح الجابري | - فيصل جاب الله - بشير خريف - مصطفى خريّف | - محمد علي الهاني - محمد الأمين الشابي - ابن الشباط |